# District de Schöneberg
Pour les articles homonymes, voir Schöneberg.
Le district de Schöneberg est l'une des anciennes subdivisions administratives de Berlin créée lors de la constitution du Grand Berlin en 1920.

Après la Seconde Guerre mondiale, elle fera partie du secteur d'occupation américain de Berlin-Ouest.
Lors de la réforme de 2001, le district fut intégré à l'arrondissement de Steglitz-Zehlendorf et correspond aux actuels quartiers de :
- 0701 Schöneberg
- 0702 Friedenau